# Équipe d'Ouganda féminine de volley-ball
L'équipe d'Ouganda féminine de volley-ball est l'équipe nationale qui représente l'Ouganda dans les compétitions internationales de volley-ball féminin. 
Les Ougandaises ont participé à deux phases finales de Championnat d'Afrique ; elles terminent neuvièmes en 2007 et huitièmes en 2023.
Elle est actuellement classée au 71e rang de la Fédération internationale de volley-ball au 25 août 2023.